# Светломир Радев
Светломир Радоев Радев е български актьор.

## Ранен живот
Радев е роден на 4 септември 1980 г. Средното си образование завършва в ТХВП „Проф. д-р Асен Златаров“ в Горна Оряховица. През 2002 г. завършва актьорско майсторство за драматичен театър в НАТФИЗ „Кръстьо Сарафов“ в класа на професор Здравко Митков.
От началото на 2008 г. до около септември 2019 г. е актьор на щат към Сатиричен театър „Алеко Константинов“.
 От 2011 г. си партнира с Кирил Ивайлов в постановката „Гарфънкъл търси Саймън“ на Здрава Каменова и Калин Ангелов, режисирана от Ангелов.
През 2018 г. се превъплъщава в ролята на директора Масларов в комедийния сериал „Господин X и морето“ по Нова телевизия през 2019 г.

## Кариера на озвучаващ актьор
Радев започва да се занимава с озвучаване на филми и сериали през 2008 г. Първият му сериал е „Буря в рая“ за bTV, за който бива поканен от Чавдар Монов.
Заглавия с негово участие са „Щурите съседи“, „Новите съседи“, „Капризи на съдбата“, „SMS“, „Експериментът“ (във втори и трети сезон), „4400“ (дублаж на TV7), „Да отгледаш Хоуп“, „Супер екипаж“, „Търговски център“ (в 14 и 15 сезон), „Пепел от рози“ (дублаж на bTV), „Любов под наем“, „Любов от втори опит“ и минисериалите „Американска криминална история: Народът срещу О Джей Симпсън“, „Десет малки негърчета“ и „Един добър развод“.
Ролите му в нахсинхронни дублажи на пълнометражни филми са полковник Майлс Куорич в „Аватар“ и „Аватар: Природата на водата“, Гай в „Круд“, Крал Агнар в двата филма на „Замръзналото кралство“, Мистър Пибоди в „Мистър Пибоди и Шърман“, Арън Дейвис в „Спайдър-Мен: В Спайди-вселената“, Господин Дюбро в „Том и Джери“ и други.

## Постановки
- „Олеле!“
- „Кажи здравей на татко“
- „Грешната любов на зографа Захарий“
- „Уморените коне ги убиват, нали?“
- „Укротяване на опърничавата“
- „Шемет“
- „Тапетите на времето“
- „Гарфънкъл търси Саймън“
- „Щури маневри“
- „Разбивачът на сърца (Дон Жуан от Сохо)“
- „Странната двойка“ на Нийл Саймън
- „Щастливеца“ от [[Руси Божанов]

"Докато ти спеше" реж.Богдан Петканин

## Филмография
- „Каталии“ (2001) – Войник
- „Кажи здравей на татко“ (2007)
- „Корпус за бързо реагиране“ (2012) – Гангстер
- „Къде е Маги?“ (2012) – Цанков
- „Господин X и морето“ (2019) – Масларов, директорът на училището